# John de Gloucester (bâtard)
John de Gloucester, appelé aussi John de Pontefract, né vers 1467 et mort après 1491, est un fils illégitime de Richard III, roi d'Angleterre de 1483 à 1485.

## Biographie

### Naissance et origines
John reçoit le nom « de Gloucester », car son père Richard est duc de Gloucester au moment de sa naissance. L'identité de sa mère reste inconnue, tout comme sa date de naissance. Pourtant, puisque Katherine, l'autre enfant illégitime connu de Richard III, a l'âge requis pour être mariée entre mars et septembre 1484 et que John a lui-même l'âge requis pour être adoubé en septembre 1483 et être nommé capitaine de Calais en mars 1485, la plupart des historiens s'accorde pour conclure que ces deux enfants ont été conçus au cours de l'adolescence de Richard III,, sans doute à la fin des années 1460 ou éventuellement au tout début des années 1470. Il n'existe en outre aucune trace d'infidélité de la part de Richard après son mariage avec Anne Neville en 1472, lorsqu'il a 19 ans.
L'historien John Ashdown-Hill suggère que John a été conçu à l'été 1467, date à laquelle Richard se rend pour la première fois seul dans les comtés du Suffolk et du Norfolk, situés à l'Est de l'Angleterre, sur l'invitation de son futur ami et allié John Howard, et que le jeune garçon est né au printemps 1468 et a été nommé ainsi par déférence envers Howard. Richard III remarque lui-même dans l'ordre de nomination de John au poste de capitaine de Calais daté du 11 mars 1485 que son fils illégitime est encore mineur à cette date (c'est-à-dire qu'il n'a pas encore atteint ses 21 ans). Selon Ashdown-Hill, la date de délivrance du brevet le 11 mars a peut-être été choisie pour célébrer par la même occasion le dix-septième anniversaire de John de Gloucester.
Il a été par ailleurs suggéré que John est né au château de Pontefract, puisque l'ordre de sa désignation comme capitaine de Calais le nomme « John de Pountfreit Bastard ». Micheal Hicks suggère pour sa part que la mère de John est une certaine Alice Burgh, qui reçoit une pension annuelle de 20 livres lorsque Richard se trouve à Pontefract le 1er mars 1474 ; ce don précise qu'il est fait pour « certaines causes et considérations spéciales » d'Alice. Une autre personne envisagée comme la mère de John est Katherine Haute, que Rosemary Horrox identifie comme une maîtresse de Richard et la possible mère de sa fille illégitime Katherine, qui épouse plus tard William Herbert, 2e comte de Pembroke. Horrox remarque que Richard a accordé à Katherine Haute une pension de 5 livres en 1477. On ignore en revanche si Katherine et John ont la même mère.

### Carrière
Son père Richard III accède au trône le 26 juin 1483 et, quelques jours après son couronnement, entreprend un voyage dans le Nord de l'Angleterre afin d'y recueillir le soutien populaire. Le 8 septembre, en la cathédrale d'York, Richard fait introniser comme prince de Galles son seul fils légitime par son union avec Anne Neville, le jeune Édouard de Middleham. John est adoubé le même jour au cours des festivités qui font suite à la cérémonie. Il est possible que John se trouve toujours dans le Nord en juillet 1484, d'après une déclaration faite alors dans les règlements des finances de Richard III : « les enfants devraient être ensemble à un déjeuner ». Il peut s'agir également d'Édouard Plantagenêt, 17e comte de Warwick, ou de Catherine et Brigitte d'York, ces trois enfants vivant alors ensemble sous la protection de Richard à Sheriff Hutton. 
En novembre 1484, John de Gloucester se trouve à Calais, ville dont il est nommé le 11 mars suivant capitaine par son père. John est désigné dans sa lettre de nomination comme « notre cher fils bâtard ». Le brevet nommant Jean lui donne tous les pouvoirs nécessaires à son poste, sauf celui de nommer des officiers, qui lui est réservé lorsqu'il atteindra 21 ans. Un mandat daté du 9 mars 1485 pour remettre des vêtements au « Lord Bastard » fait aussi référence à John, qui est assisté dans sa nouvelle tâche par John Dynham, 1er baron Dynham. La nomination de John fait sans doute suite à la fuite en octobre 1484 de John de Vere, 13e comte d'Oxford, de la forteresse de Guînes où il était emprisonné pour rejoindre les rangs du prétendant au trône Henri Tudor en France. De ce fait, Richard III prend véritablement possession de la région de Calais.

### Emprisonnement et mort
Après la mort de Richard à la bataille de Bosworth le 22 août 1485, son successeur Henri VII démet John de ses fonctions. Cependant, à partir du 1er mars 1486, ce dernier reçoit du nouveau roi une rente annuelle de 20 livres, tirée des revenus de la seigneurie ou du manoir de Kingston Lacy, dans le Dorset. Ce don généreux semble indiquer qu'Henri VII ne considère à ce moment-là pas John de Gloucester comme un potentiel rival au trône. Il apparaît que John est par la suite emprisonné sur ordre du roi Henri, peut-être à la Tour de Londres. Cette théorie est confirmée dans la confession écrite après sa capture par le prétendant au trône Perkin Warbeck, qui déclare que lorsqu'il a commencé en 1491 à faire valoir ses droits au trône en faisant l'imposture de Richard de Shrewsbury, le « fils bâtard du roi Richard était dans les mains du roi d'Angleterre ». 
L'historien du XVIIe siècle George Buck, un des premiers défenseurs du règne de Richard III, affirme que John a été exécuté en 1499 en même temps que Perkin Warbeck et Édouard Plantagenêt, pour l'empêcher de tomber entre les mains d'Irlandais qui désiraient en faire leur prince. C'est ainsi qu'il décrit sa captivité et sa mort mystérieuse : « il y a un fils bâtard du roi Richard III qui a été débarrassé, et secrètement, ayant été maintenu longtemps avant en prison ». L'hypothèse de Buck n'a jamais été confirmée par un autre historien, ni corroborée par une quelconque source. Un brevet royal daté de 1505 laisse supposer que « John Gloucestre » est désormais marchand à Calais et reçoit un pardon d'Henri VII, mais cette suggestion ne semble pas bénéficier de crédit, le nom du fils bâtard de Richard III étant porté par de nombreuses personnes aux XVe et XVIe siècles.